# همیل (کالیفرنیا)
همیل (به انگلیسی: Hammil) یک منطقهٔ مسکونی در ایالات متحده آمریکا است که در شهرستان مونو، کالیفرنیا واقع شده‌است. همیل ۱٬۴۰۰ متر بالاتر از سطح دریا واقع شده‌است.